# Zgrada hotela Slavija u Splitu
Zgrada hotela Slavija u Splitu, Hrvatska, na adresi Buvinina 2, zaštićeno je kulturno dobro.

## Opis dobra
U zgradi je smješten hotel Slavija. Restoran hotela Slavija čine zapadne terme Dioklecijanove palače, koje su godinama bile zatvorene za javnost. 2013. su trebale biti otvorene kao restoran tog hotela, a dotad su šest godina bile gradilište na kojem se provode zahvati sukladno konzervatorskim elaboratom arhitekta Ive Vojnovića, za koji su konzervatori dali suglasnost.
Sklop kuća koji čini Hotel Slaviju nalazi se na Dosudu, unutar Dioklecijanove palače. Hotel Slavija jedan je od najstarijih hotela u staroj gradskoj jezgri koji je, dijelom i zahvaljujući kvalitetnoj prenamjeni stambenog prostora, sačuvao sve izvorne slojeve sklopa. Ovaj vrijedan arhitektonski sklop s najstarijim slojem s početka 17. st., te arheološkim nalazištem Zapadnih termi Dioklecijanove palače u prizemlju, doista se izdvaja u pregledu arhitekture unutar Dioklecijanove palače.

## Zaštita
Pod oznakom Z-5286 zavedena je kao nepokretno kulturno dobro - pojedinačno, pravna statusa zaštićena kulturnog dobra, klasificiranog kao profana graditeljska baština.